# District de Karachi-Est
Le district de Karachi-Est (en ourdou : ضلع کراچی شرقی) est une subdivision administrative du sud de la province du Sind au Pakistan. Inclus au sein de la division de Karachi, il fait également partie de la mégapole de Karachi. Aboli en l'an 2000, le district a été rétabli en juillet 2011.
Le district compte près de trois millions d'habitants en 2017.

## Histoire
Karachi-Est est l'un des principaux quartiers de la mégapole de Karachi, plus grande ville du Pakistan. Il a existé en tant que district jusqu'en 2000, année où il est divisé en différents quartiers. Le 11 juillet 2011, les districts de la division de Karachi sont rétablis, y compris le district de Karachi-Est.

## Démographie
Lors du recensement de 1998, la population du district a été évaluée à 1 472 896 personnes. Le recensement suivant mené en 2017 pointe une population de 2 907 467 habitants, soit une croissance annuelle de 3,6 %, supérieure aux 2,6 % de Karachi dans son ensemble ainsi qu'aux moyennes nationale et provinciale de 2,4 %.

## Administration

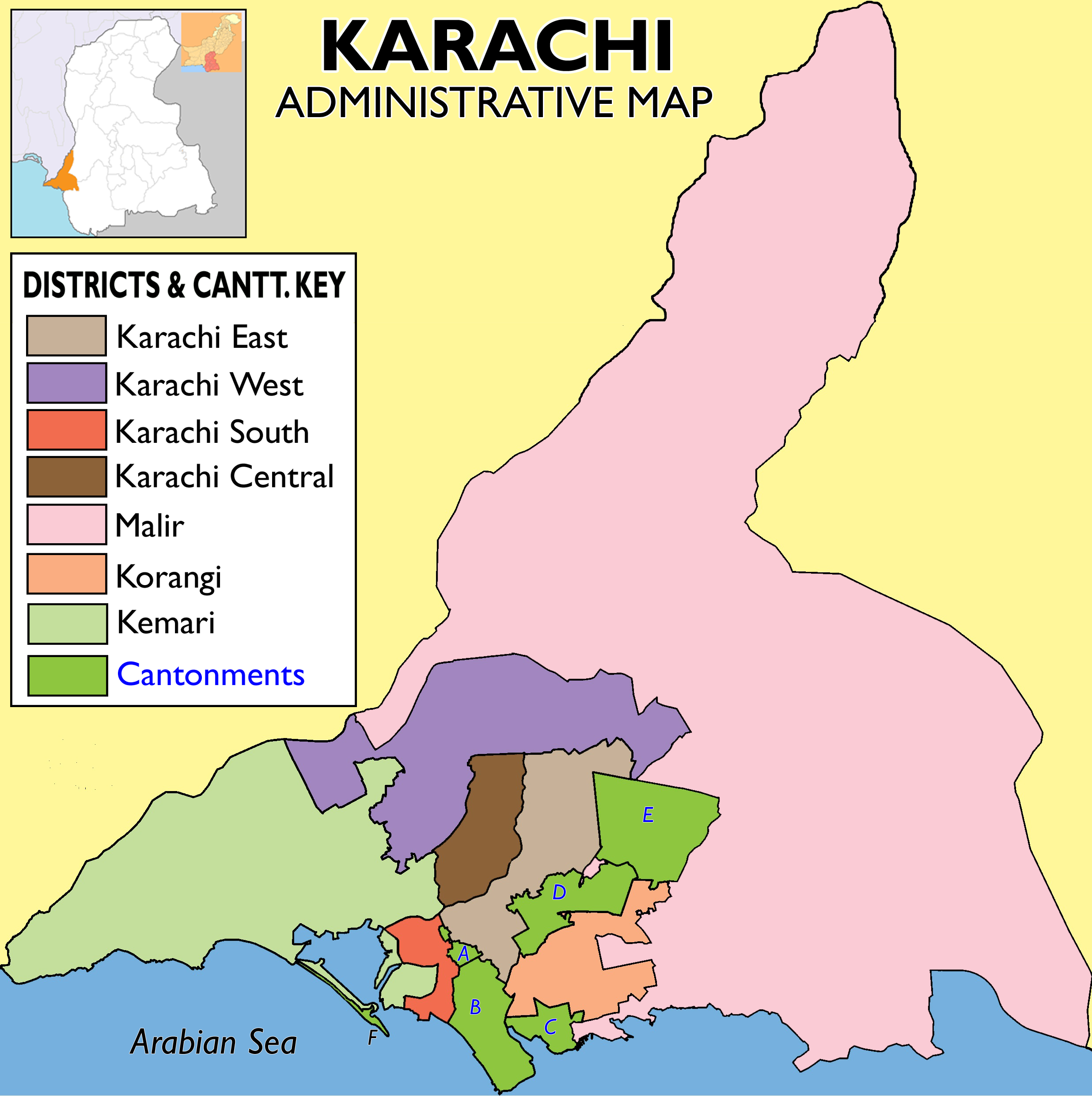
Karachi-Est en rouge sur la carte.

Le district est divisé en huit subdivisions, appelées towns et équivalentes à des tehsils, ainsi que 31 Union Councils.
| Tehsil           | Population (rec. 2017) |
| ---------------- | ---------------------- |
| Faisal           | 296 469                |
| Ferozabad        | 762 850                |
| Gulshan-e-Iqbal  | 644 362                |
| Gulzar-e-Hijri   | 734 410                |
| Jamshed Quarters | 471 830                |

## Politique
À la suite de la réforme électorale de 2018, le district est représenté par les quatre circonscriptions no 242 à 245 à l'Assemblée nationale ainsi que par les huit circonscriptions no 99 à 106 à l'Assemblée provinciale du Sind. Lors des élections législatives de 2018, le Mouvement du Pakistan pour la justice arrive nettement en tête dans le district, en partie grâce à un boycott de certaines factions dissidentes du Mouvement Muttahida Qaumi, ce qui fait chuter la participation.
| Parti                                       | Voix (national) | %       | Élus nationaux | Élus provinciaux |
| ------------------------------------------- | --------------- | ------- | -------------- | ---------------- |
| Mouvement du Pakistan pour la justice       | 245 028         | 43,44 % | 4              | 7                |
| Mouvement Muttahida Qaumi                   | 85 431          | 15,14 % | 0              | 0                |
| Muttahida Majlis-e-Amal                     | 62 513          | 11,08 % | 0              | 0                |
| Ligue musulmane du Pakistan (N)             | 55 901          | 9,91 %  | 0              | 0                |
| Parti du peuple pakistanais                 | 46 026          | 8,16 %  | 0              | 1                |
| Tehreek-e-Labbaik Pakistan                  | 39 527          | 7,01 %  | 0              | 0                |
| Autres partis                               | 22 980          | 4,07 %  | 0              | 0                |
| Indépendants                                | 6 694           | 1,19 %  | 0              | 0                |
| Total exprimés (participation : 39,94 %)    | 564 100         | 100 %   | 4              | 8                |
| Source : Commission électorale du Pakistan, |                 |         |                |                  |